# Kristina Alexanderson (lärare)
Eva Linda Kristina Alexanderson, ogift Sundbom, född 16 juli 1971 i Järfälla församling i Stockholms län, är en svensk lärare och författare med engagemang i IT-frågor som bland annat suttit som expert i Digitaliseringskommissionen. Hon har också uppmärksammats för sina fotografier, främst sina Star Wars-bilder, i såväl svenska som utländska medier.

## Bakgrund
Kristina Alexanderson tog lärarexamen med inriktning mot gymnasieskolan 1997 vid Lärarhögskolan i Uppsala och arbetade därefter som gymnasielärare i svenska och samhällskunskap.

## Yrkesliv och ideellt arbete

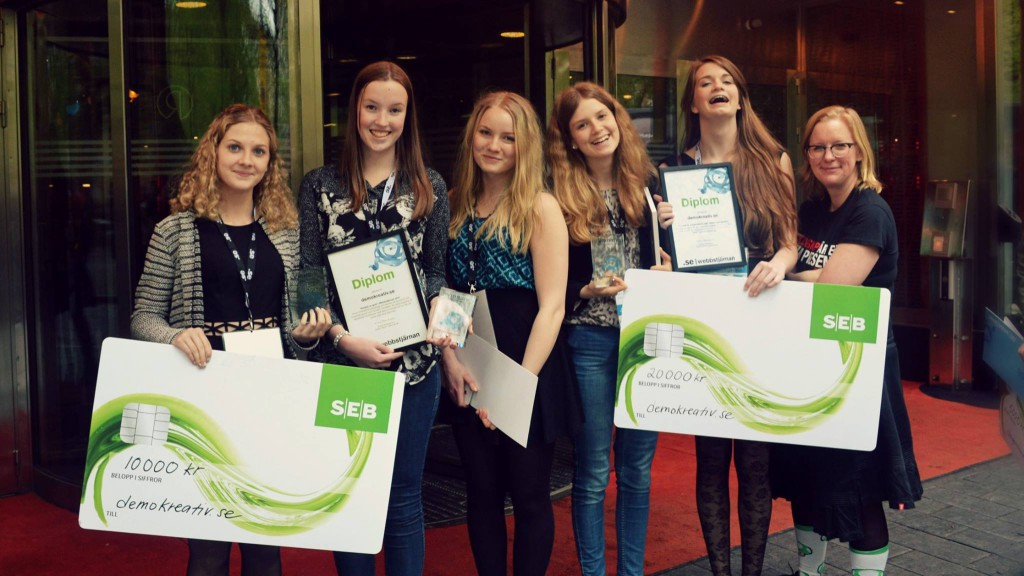
Kristina Alexanderson, till höger, med vinnarna av Webbstjärnan 2014, Demokreativ.

År 2009 deltog Kristina Alexandersons elever i skoltävlingen Webbstjärnan anordnad av Internetstiftelsen i Sverige. Samma år tilldelades Alexanderson Webbstjärnans lärarpris för sitt arbete och hon började sedan arbeta för stiftelsen med Webbstjärnan.
Åren 2010−2011 arbetade hon även som redaktör och skribent för Skolverkets "Kolla Källans idélåda" kring frågor som rör integritet, källkritik, upphovsrätt och undervisning.
År 2010 var Kristina Alexanderson en av tre finalister i Guldäpplet, ett lärarstipendium som årligen delas ut till en eller flera lärare som har förnyat lärandet med stöd av informationsteknik i egen undervisning och som har inspirerat elever och kollegor i ett lokalt, kommunalt och helst nationellt verksamhetsfält.
Hon är ansvarig för skoltävlingen Webbstjärnan vid Internetstiftelsen i Sverige och projektledare för Creative Commons Sverige.
Sedan 2011 arbetar Alexanderson på heltid som projektledare för Internet i skolan vid Internetstiftelsen i Sverige. Hon arbetar ideellt för Creative Commons Sverige och är sedan 2013 projektledare för Creative Commons Sverige.
Kristina Alexanderson har suttit som expert i den av regeringen 2012 inrättade Digitaliseringskommissionen.

## Fotografering
Kristina Alexanderson har även uppmärksammats av tidningar som Aftonbladet och engelska Daily Mail för de bilder hon delar med sig av under Creative Commons-licens. Främst har hennes Star Wars-bilder på Stormtroopers fått spridning. År 2015 ställdes Alexandersons bilder ut vid Bryan Ohno Gallery i Seattle, USA.